# بالينينسيس لكرة السلة
بالينينسيس لكرة السلة هو فريق كرة سلة برتغالي تأسس في 23 سبتمبر 1919 يقع في لشبونة، البرتغال.

## وصلات خارجية
- الموقع الإلكتروني